# Бубанза (провинция)
Бубанза (рунди Bubanza) — одна из 18 провинций Бурунди. Находится на северо-западе страны. Площадь — 1089,04 км², население 338 023 человека (2008).
Административный центр — город Бубанза.

## География
На севере граничит с провинцией Чибитоке, на востоке — с провинциями Каянза и Мурамвья, на юге — с провинцией Бужумбура-Рураль, на западе проходит государственная граница с Демократической Республикой Конго по реке Рузизи.

## Административное деление
Бубанза делится на 5 коммун: Бубанза, Гиханга, Мпанда, Мусигати и Ругази.

## Экономика
В провинциях выращивается рис и хлопок, развивается животноводство.